# رسوم هبوط
رسوم الهبوط هي رسوم تدفعها طائرة لشركة مطار مقابل هبوطها في مطار معين. يمكن أن تختلف رسوم الهبوط اختلافًا كبيرًا بين المطارات، مع المطارات المزدحمة، تلك التي تحتفظ فيها شركات الطيران بمعظم فتحات الهبوط لتكون قادرة على فرض أسعار مميزة بسبب العرض والطلب، في حين أن المطارات الأقل ازدحامًا تتقاضى رسومًا أقل لأن الطلب ليس مرتفعًا. يتم استخدام الأموال المتولدة من رسوم الهبوط لدفع تكاليف صيانة أو توسعة مباني المطار والممرات والساحات والممرات.

## وصف
يمكن أيضًا استخدام رسوم الهبوط لجذب المزيد من الرحلات الجوية عن طريق الحفاظ على الرسوم منخفضة. بعض المطارات، وخاصة مطارات الطيران العامة، لا تتقاضى رسوم هبوط.
قد تشمل رسوم الهبوط خدمات إضافية مقدمة من المطار. تفرض بعض المطارات رسومًا واحدة للهبوط وتوفير بوابات ومرافق تسجيل الوصول كجزء من تلك الرسوم. بينما تفرض مطارات أخرى رسومًا أقل للهبوط ولكنها ستفرض رسومًا على شركات الطيران مقابل استخدام البوابات ومرافق تسجيل الوصول.
لا يمكن مقارنة رسوم الهبوط في المطارات المختلفة لأن عددًا من العوامل تؤثر على مقدار الرسوم. على سبيل المثال، تتلقى العديد من المطارات في الولايات المتحدة إعانات من إدارة الطيران الفيدرالية (FAA) بينما لا تحصل عليها المطارات في كندا. تخضع المطارات الكندية في الواقع «للضريبة» على شكل إيجار أرضي.
يمكن أن تستند الرسوم إلى أي عدد من العوامل بما في ذلك الوزن، وعدد المقاعد، والوقت من اليوم، ومطار الطائرة، ودرجة المشغل. قد تفرض بعض المطارات رسومًا على أنواع معينة من المشغلين، مثل الجزء 135 أو 121.
تفرض بعض المطارات (مثل سانتا مونيكا (KSMO)) رسوم هبوط لإثناء طياري الطيران العام عن الهبوط في المطار.

## روابط خارجية
تعريف FAA في الصفحة 18-6 الفقرة ز قرار سانتا مونيكا بفرض رسوم الهبوط{
{Aviation taxation}}